# علم مقاطعة بينزا
أعتمد علم بينزا أوبلاست في يوم 13 نوفمبر من عام 2002.

## معنى العلم
- الأخضر: يرمز إلى طبيعة بانزا أوبلاست وإلى غاباتها ويرمز كذلك إلى الخصوبة والصحة وإلى الحياة الأبدية.
- الأصفر: يرمز إلى الحقول وإلى الحكمة والمعرفة والنور ويرمز كذلك إلى الحصاد الوفير في المستقبل.
- صورة رمزية ليسوع المسيح ترمز إلى الروحانية والوحدة وترمز كذلك إلى النهضة الوطنية.